# Campeonato Sergipano de Futebol de 1924
O Campeonato Sergipano de Futebol de 1924 foi a 6º edição da divisão principal do campeonato estadual de Sergipe. O campeão foi o Sergipe que conquistou seu 2º título na história da competição.

## Premiação
| Campeonato Sergipano de 1924 |
| Aracaju                      |
| ---------------------------- |
| Sergipe Campeão (2º título)  |